# الحامه (قابس)
الحامه (به عربی: الحامة) یک منطقهٔ مسکونی در تونس است که در استان قابس واقع شده‌است. الحامه ۴۱٬۶۷۱ نفر جمعیت دارد.